# 固城郡

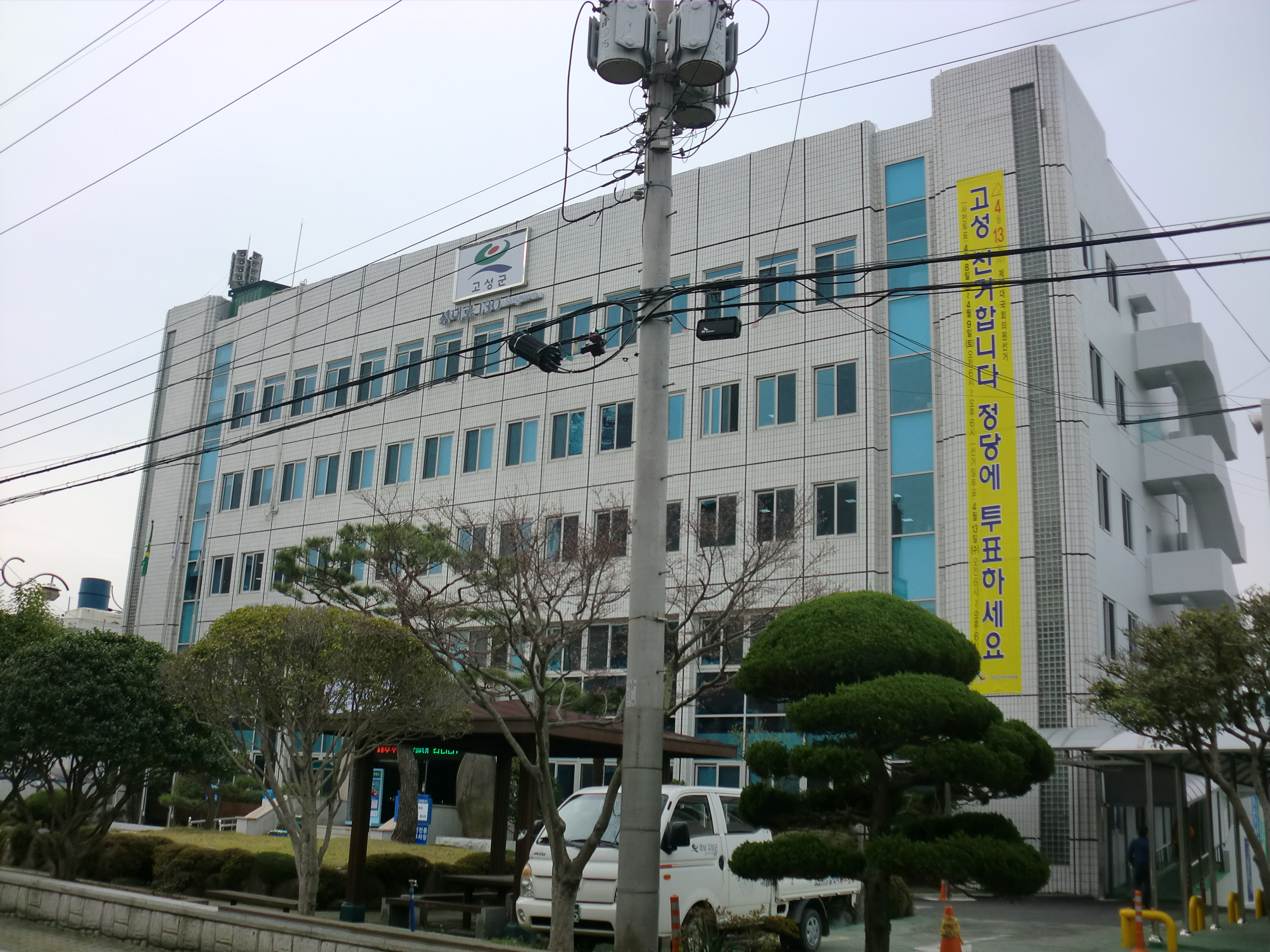
固城郡庁

固城郡（コソンぐん）は、大韓民国慶尚南道の南部にある郡である。

## 歴史
- 統一新羅時代から固城郡の名前が使われている。

### 近代以降
- 1895年5月26日 - 高宗32年、晋州府固城郡なる。[2]
- 1900年5月16日 - 道善面・光二面・光南面が新設の鎮南郡に編入。[3]
- 1906年9月24日 - 晋州郡の一部（文善面・南陽面・永吾面・永耳谷面・吾邑谷面・介川面）を編入し23面を管轄。[4]
- 1912年8月1日 - 南陽面が泗川郡に編入。[5]
- 1914年3月1日 - 郡面併合により、龍南郡の一部（光二面・光南面）が固城郡に編入。固城郡に14面が成立。[6][7]（14面）
  - 鉄城面・三山面・下一面・下二面・上里面・大可面・永県面・永吾面・介川面・九万面・会華面・馬岩面・東海面・巨流面

| 朝鮮総督府令第111号 |            |                                                                        |
| 旧行政区域          | 新行政区域 | 新行政区域                                                             |
| 固城郡東邑面        | 鉄城面     | 성내리、수남리、신월리、죽계리、월평리、율대리                         |
| 固城郡西邑面        | 鉄城面     | 서외리、송학리、기월리、교사리、무량리、대평리、덕선리、우산리         |
| 固城郡大屯面        | 大可面     | 갈천리、송계리、신전리、척정리                                         |
| 固城郡可洞面        | 大可面     | 금산리、연지리、유흥리、암전리、양화리                                 |
| 固城郡光一面        | 巨流面     | 가려리、거산리、송산리、용산리、은월리                                 |
| 龍南郡光南面        | 巨流面     | 당동리、신용리、화당리                                                 |
| 固城郡葡萄面        | 東海面     | 내산리、용정리、양촌리、외산리、장기리、장좌리                         |
| 龍南郡光二面        | 東海面     | 감서리、내곡리、봉암리、외곡리                                         |
| 固城郡西馬面        | 馬岩面     | 도전리、석마리、성전리、신리、장산리、좌연리                           |
| 固城郡東馬面        | 馬岩面     | 두호리、보전리、삼락리、화산리                                         |
| 固城郡上南面        | 三山面     | 두포리、미룡리、삼봉리、장치리                                         |
| 固城郡上西面        | 三山面     | 대독리、병산리、이당리、판곡리                                         |
| 固城郡上里面        | 上里面     | 歌瑟里、고봉리、동산리、망림리、무선리、부포리、오산리、자은리、槽亭里 |
| 固城郡永県面        | 永県面     | 대법리、봉림리、봉발리、신분리、연화리、영부리、추계리、침점리         |
| 固城郡永耳谷面      | 永吾面     | 성곡리、양산리、연당리、영대리、영산리                                 |
| 固城郡吾邑谷面      | 永吾面     | 오동리、오서리                                                         |
| 固城郡会賢面        | 会華面     | 녹명리、봉동리、삼덕리、어신리                                         |
| 固城郡華陽面        | 会華面     | 당항리、배둔리                                                         |
| 固城郡介川面        | 介川面     | 가천리、예성리、명성리、용안리、봉치리、북평리、청광리                 |
| 昌原郡良田面        | 介川面     | 나선리                                                                 |
| 固城郡九万面        | 九万面     | 용와리、저연리、화림리、주평리、효호리、광덕리                         |
| 固城郡下一面        | 下一面     | 동화리、송천리、수양리、오방리、용태리、춘암리、학림리                 |
| 固城郡下二面        | 下二面     | 덕명리、덕호리、봉원리、봉현리、사곡리、석지리、와룡리、월흥리         |
- 1918年10月1日 - 鉄城面が固城面に改称。
- 1938年10月1日 - 固城面が固城邑に昇格。[8]（1邑13面）
- 1973年7月1日（1邑13面）[9]
  - 馬岩面佐蓮里が介川面に編入。
  - 東海面甘西里が巨流面に編入。
- 1983年2月15日 （1邑13面）[10]
  - 三山面梨堂里・大篤里が固城邑に編入。
  - 介川面羅仙里の仙洞村が九万面華林里に編入。

## 行政

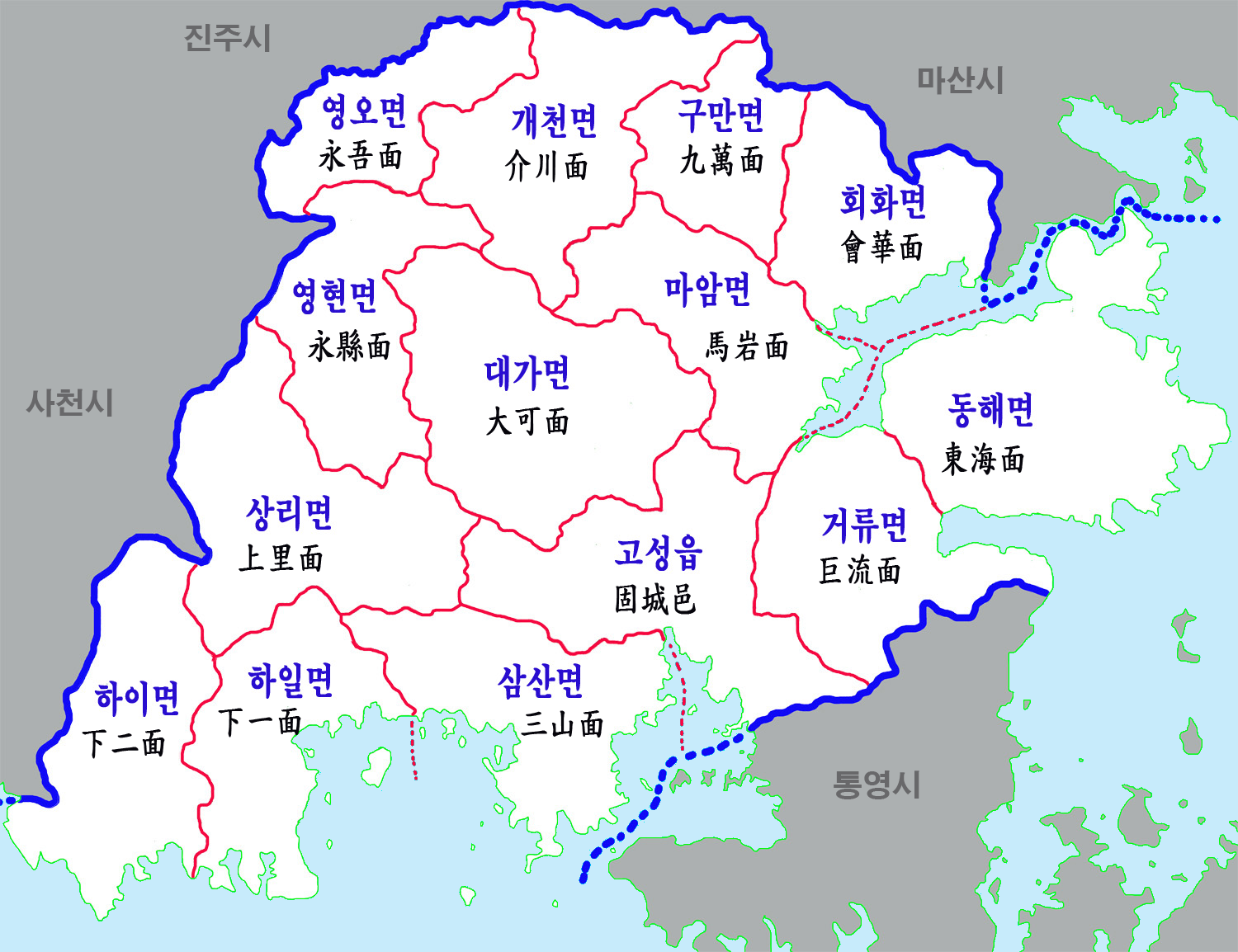
行政区域図

### 行政区域
| 邑・面 | 法定里 |
| ------ | --- |
| 固城邑 | 城内里、西外里、水南里、東外里、松鶴里、基月里、校社里、大篤里、梨堂里、武良里、徳仙里、大坪里、牛山里、竹渓里、栗垈里、月坪里、新月里 |
| 三山面 | 屏産里、豆布里、米龍里、三峰里、長峙里、板谷里                                                                                         |
| 下一面 | 東禾里、梧芳里、春岩里、松川里、鶴林里、洙陽里、龍台里                                                                                 |
| 下二面 | 徳湖里、徳明里、月興里、沙谷里、石地里、臥龍里、鳳峴里、蜂院里                                                                         |
| 上里面 | 古鳳里、新村里、烏山里、滌煩亭里、東山里、望林里、武仙里、自隠里、夫浦里                                                               |
| 大可面 | 松渓里、薪田里、葛川里、楊化里、蓮芝里、柳興里、岩田里、琴山里、尺亭里                                                                 |
| 永県面 | 楸渓里、鳳鉢里、鳳林里、大法里、永芙里、砧店里、晨盆里、蓮花里                                                                         |
| 永吾面 | 永山里、永大里、吾西里、吾東里、省谷里、蓮塘里、陽山里                                                                                 |
| 介川面 | 明星里、礼城里、北坪里、龍安里、鳳峙里、清光里、羅仙里、佳川里、佐蓮里                                                                 |
| 九万面 | 孝洛里、酒坪里、華林里、苧蓮里、龍臥里、広徳里                                                                                         |
| 会華面 | 背屯里、堂項里、鳳東里、語新里、三徳里、鹿鳴里                                                                                         |
| 馬岩面 | 頭湖里、三楽里、宝田里、道田里、聖田里、禾山里、章山里、石馬里、新里                                                                   |
| 東海面 | 内谷里、内山里、鳳岩里、陽村里、外谷里、外山里、龍亭里、章基里、壮佐里                                                                 |
| 巨流面 | 塘洞里、新龍里、華塘里、巨山里、松山里、銀月里、龍山里、甘西里、佳麗里                                                                 |

### 警察
- 固城警察署

### 消防
- 固城消防署

## 教育

### 高等学校
- 慶南航空高等学校（公立）
- 固城中央高等学校（公立）
- 固城高等学校（私立）
- 鉄城高等学校（私立）

## 交通

### 高速道路
- 統営-大田・中部高速道路
  - 東固城インターチェンジ - 固城インターチェンジ - 固城恐竜ナラサービスエリア -  蓮華山インターチェンジ

### 国道
- 国道14号線 (韓国)
- 国道33号線 (韓国)
- 国道77号

## 名所
- 蓮華山道立公園

## 姉妹都市
- グレンデール（アメリカ合衆国）[11]。
- 四川省自貢市（中華人民共和国）